# Remigiusz Henczel
Remigiusz Achilles Henczel (ur. 23 czerwca 1957 w Jarocinie) – polski urzędnik i dyplomata; Stały Przedstawiciel RP przy Biurze Organizacji Narodów Zjednoczonych w Genewie (2010–2015).

## Życiorys
Ukończył prawo na Uniwersytecie im. Adama Mickiewicza w Poznaniu. Od 1979 do 1988 pracował tam jako asystent i adiunkt. W 1987 doktoryzował się w zakresie nauk prawnych. 
Od 1988 pracował w Ministerstwie Pracy i Polityki Społecznej, gdzie od 1990 do 1997 kierował Departamentem Współpracy z Zagranicą i Integracji Europejskiej. Następnie, w latach 1997–2000, był radcą w Stałym Przedstawicielstwie RP w Genewie, odpowiadając głównie za współpracę z Międzynarodową Organizacją Pracy oraz Radą Europy. Uczestniczył m.in. w wypracowaniu formuły współpracy między rządem, związkami zawodowymi oraz organizacjami pracodawców oraz w doprowadzeniu do ratyfikowania przez Polskę Europejskiej Karty Społecznej. Pracował jako szef wydziału prawa pracy i stosunków zawodowych w Misji Pokojowej ONZ w Kosowie (2001–2002). W 2003 rozpoczął pracę w Ministerstwie Spraw Zagranicznych, obejmując funkcję dyrektora Departamentu Prawno-Traktatowego (2003–2006, 2008–2010). Przyczynił się do oddalenia w 2008 przez Europejski Trybunał Praw Człowieka skargi Powiernictwa Pruskiego w sprawie zwrotu majątku pozostawionego przez wypędzonych Niemców. W 2005 uzyskał stopień ambasadora tytularnego. Od 2010 do 2015 był Ambasadorem – Stałym Przedstawicielem RP przy Biurze Organizacji Narodów Zjednoczonych w Genewie. W 2013 przez rok pełnił funkcję przewodniczącego Rady Praw Człowieka ONZ. Po zakończeniu kadencji powrócił na UAM. W grudniu 2023 został doradcą ministra sprawiedliwości do spraw międzynarodowych.
W 2015 otrzymał Odznakę Honorową za Zasługi dla Ochrony Praw Dziecka.
Włada językiem angielskim i rosyjskim. Żonaty; ma jedną córkę.